# Еритрейска православна църква
Еритрейска православна църква е нехалкедонска монофизитска църква.
От 1993 г. е автокефална, дотогава е била част на Етиопската православна църква.